# Sulej
Sulej – nazwisko rodzime dla Podlasia, z pogranicza Lubelszczyzny i Mazowsza a szczególnie ziemi łukowskiej wywodzące się najprawdopodobniej od nazwy miejscowości Suleje. Zostało pierwszy raz odnotowane w Łukowie w 1193 r. Przyjmuje się, że w innych rejonach Polski pochodzi od imion złożonych typu Sulisław, Sulimir. 
Pochodzenie nazwy samej miejscowości Suleje nie jest do końca wyjaśnione. Według wykazu prof. K. Rymuta z lat 90. XX wieku nazwisko Sulej może być faktycznie rodzime dla północnej Lubelszczyzny i południowego Mazowsza skoro z 2611 osób o nazwisku Sulej, 472 osoby zamieszkiwały w powiecie łukowskim, 170 w powiecie siedleckim plus 102 w mieście Siedlce, 117 w powiecie ryckim, 82 w powiecie radzyńskim, 45 w powiecie puławskim, co stanowi ponad 38% (988) ogółu osób noszących to nazwisko w Polsce. Jeśli uwzględnimy powiat miński, powiat bialski oraz miasto Warszawa (107) okaże się, ze ten rejon skupia prawie 50% populacji Sulejów. Nie jest znana liczba Sulejów w samej wsi Suleje. Ponadto zgrupowania nosicieli nazwiska występują w d. powiecie Kielce (101), w powiatach tureckim (57) i giżyckim (45). Pozostałych 50% nosicieli tego nazwiska jest rozproszonych po 156 powiatach i miastach (według podziału administracyjnego z lat 90. XX wieku). 
Pokrewne nazwy miejscowe: Suleje, Suleje Kolonia, Sulejów, Sulejowski Park Krajobrazowy, Sulejówek, Sulejówek Miłosna, Sulisławice (osiedle w Kaliszu)  i inne. 